# Aristides Augusto Milton
Aristides Augusto Milton (Cachoeira, 1848 — ibidem, 1904) était un juriste, journaliste, homme politique et historien brésilien. 
Juriste de formation, il se lança dans le journalisme, tout en menant parallèlement une carrière de magistrat. S’étant engagé en politique, il devint député national pour la Bahia, puis président de la province d’Alagoas de janvier à juin 1889. Après la proclamation de la république, il sera élu plusieurs fois député national, et contribuera, en particulier par son travail à l’assemblée constituante et par sa collaboration à la rédaction du code pénal, à la consolidation institutionnelle de la nouvelle république. Il fut l’auteur d’ouvrages de droit (notamment de droit constitutionnel) et de livres sur l’histoire bahianaise.

## Biographie
Natif de Cachoeira, dans le Recôncavo bahianais, Aristides Augusto Milton suivit, à l’issue de ses études primaires dans sa ville natale, l’enseignement secondaire au Ginásio Baiano de Salvador, où il eut pour condisciples Castro Alves et Rui Barbosa. Il s’inscrivit ensuite à l’école de droit de Recife, où il côtoya dans sa promotion, outre les mêmes Castro Alves et Rui Barbosa, les poètes Antônio Alves Carvalhal et Plínio de Lima. Sa formation achevée en 1869, il travailla quelques années plus tard, en 1872, dans la presse, comme rédacteur au journal Correio da Bahia, mais aussi à d’autres journaux comme O País, A Tribuna et Jornal do Comércio, de Rio de Janeiro, et A Ordem, puis fonda dans sa ville d’origine le Jornal da Cachoeira, par le biais duquel il s’efforça de promouvoir le développement de la ville. Il fut également juge municipal à Lençóis et à Maracás (tous deux dans la Bahia), et juge d’instance dans l’État de Piauí. En 1881, il assuma la presidence de la province d’Alagoas pendant cinq mois et devint ensuite chef de la police du Sergipe. S’engageant ensuite dans l’activité politique, il adhéra au Parti conservateur et sera élu député provincial, puis, de 1886 à 1889, député général (c’est-à-dire national).
Dans le sillage de la proclamation de la République en 1889, il fut élu député à l’assemblée constituante de 1891, puis réélu député général aux deuxième, troisième, quatrième et cinquième législatures. Il déploya dans la capitale Rio de Janeiro une féconde activité légistique, en particulier lors de l’élaboration de la Carta Magna (s’attachant, aux côtés de José Joaquim Seabra et d’autres, à faire intégrer dans celle-ci les antiques traditions bahianaises de culture et de civisme), ainsi qu’au sein de la commission chargée du projet de code pénal.
Milton avait par ailleurs un penchant pour les études historiques et fut l’auteur de plusieurs travaux d’histoire tels que A Campanha de Canudos (de 1902, opuscule sur la guerre de Canudos, rédigé sous les auspices de l’Institut historique et géographique brésilien, où il récuse tout lien des conselheiristes avec le monarchisme politique et nie que Canudos eût menacé physiquement la république, mais, la menace résidant sur le plan symbolique, en ceci que Canudos perturbait l’équilibre entre ordre et liberté, et attendu que la loi de l’ordre est nécessaire et que Canudos remettait en cause le principe de l’autorité, il y avait lieu d’agir militairement, sans barguigner, pour rétablir « la paix et l’ordre, conditions nécessaires au progrès et à la liberté »), A República e a Federação no Brasil, A Constituição do Brasil, et l’auteur aussi d’Efemérides Cachoeiranas, recension impartiale et judicieuse des événements les plus marquants survenus dans sa ville natale. Très attaché à sa région, il œuvra beaucoup en sa faveur, fondant notamment le Monte Pio dos Artistas Cachoeiranos.